# Kevin Roelandts
Kevin Roelandts (Bruges, 27 agosto 1982) è un ex calciatore belga, di ruolo centrocampista.

## Statistiche

### Cronologia presenze e reti in nazionale
| Cronologia completa delle presenze e delle reti in nazionale ― Belgio | Cronologia completa delle presenze e delle reti in nazionale ― Belgio | Cronologia completa delle presenze e delle reti in nazionale ― Belgio | Cronologia completa delle presenze e delle reti in nazionale ― Belgio | Cronologia completa delle presenze e delle reti in nazionale ― Belgio | Cronologia completa delle presenze e delle reti in nazionale ― Belgio | Cronologia completa delle presenze e delle reti in nazionale ― Belgio | Cronologia completa delle presenze e delle reti in nazionale ― Belgio |
| Data                                                                  | Città                                                                 | In casa                                                               | Risultato                                                             | Ospiti                                                                | Competizione                                                          | Reti                                                                  | Note                                                                  |
| --------------------------------------------------------------------- | --------------------------------------------------------------------- | --------------------------------------------------------------------- | --------------------------------------------------------------------- | --------------------------------------------------------------------- | --------------------------------------------------------------------- | --------------------------------------------------------------------- | --------------------------------------------------------------------- |
| 29-5-2009                                                             | Chiba                                                                 | Belgio                                                                | 1 – 1                                                                 | Cile                                                                  | Kirin Cup                                                             | 1                                                                     |                                                                       |
| 31-5-2009                                                             | Tokyo                                                                 | Giappone                                                              | 4 – 0                                                                 | Belgio                                                                | Kirin Cup                                                             | -                                                                     | 82’                                                                   |
| Totale                                                                |                                                                       | Presenze                                                              | 2                                                                     |                                                                       | Reti                                                                  | 1                                                                     |                                                                       |

## Palmarès

### Club

#### Competizioni nazionali
- Campionato belga: 2

Club Bruges: 2002-2003, 2004-2005
- Coppa del Belgio: 1

Club Bruges: 2003-2004
- Supercoppa del Belgio: 3

Club Bruges: 2003, 2004, 2005